# 2024년 치캉가와 도르니에 228 추락 사고
2024년 치캉가와 도르니에 228 추락 사고는 2024년 6월 10일 말라위 방위군의 단거리 이착륙기인 도르니에 228이 음짐바현 치캉가와 삼림 보호구역에 추락한 사건이다. 당시 탑승 중이던 말라위의 부통령 사울로스 칠리마와 다른 탑승자 9명 전원이 사망했다.

## 배경
사고 항공기는 말라위 방위군 산하 육군 항공대 소속의 도르니에 228로, 이전에 라자루스 차퀘라 말라위 대통령이 여러 차례 탑승했었다.
2024년 6월 10일, 전직 법무 장관 랠프 카삼바라의 장례식에 참석하기 위해 사울로스 칠리마 부통령, 패트리샤 샤닐 물루지 전 영부인, 그리고 칠리마의 비서관들과 보안 요원들, 군 승무원 3명을 포함한 8명의 탑승객을 태운 항공기가 중앙아프리카 시간 오전 9시 17분에 카무즈 국제공항에서 출발했으며, 오전 10시 2분 수도 릴롱궤에서 약 370 킬로미터 (230 mi) 떨어진 북부 지역 음주주 공항에 착륙할 예정이었다.

## 추락
대통령실과 내각이 발표한 성명에 따르면 항공기는 릴롱궤에서 이륙한 직후 레이더에서 사라졌고 교신이 끊어졌으며, 이후 실종된 항공기를 찾기 위한 수색 및 구조 작업이 시행되었다.
당시 비행 경로에는 악천후가 짙었으며, 목격자들은 치캉가와 숲에 추락하는 것을 목격했다고 밝혔다. 현지 언론은 칠리마의 휴대폰 신호는 오전 10시 30분경에 마지막으로 감지되었다고 보도했다. 항공 당국은 악천후로 인한 저시도로 인해 항공기가 음주주에서 회항했었다고 밝혔다.
6월 11일 치캉가와 숲에서 말라위 방위군 병사들이 항공기 잔해들을 발견했지만 생존자는 발견되지 않았다.

## 대응
라자루스 차퀘라 대통령은 항공기 실종 소식을 접한 뒤 바하마 순방을 취소하고 수색구조 작전을 명령했으며, 실종자와 그 가족들을 위한 애도를 당부했다. 미국, 영국, 노르웨이, 이스라엘 등의 국가들은 지원을 제공했으며, 미국 대사관은 미국 국방부의 C-12 항공기 사용을 제공했다. 말라위 정부는 이웃 국가인 잠비아와 탄자니아에도 지원을 요청했다.

## 여파
차퀘라는 사고에 대해 "매우 슬프고 유감스럽다"고 말하며 칠리마를 "강력한 부통령"이라고 추켜세웠으며, 희생자들의 시신이 릴롱궤로 이송되고 있다고 밝혔다.
칠리마 부통령이 소속되었던 정당인 연합변혁운동은 재난에 대한 당국의 대응이 느리다고 비판하며 항공기에 트랜스폰더가 탑재되지 않았다고 밝혔다.

## 같이 보기
- 2024년 바르자칸 헬리콥터 추락 사고